# Estany de la Ribera
L'Estany de la Ribera és un llac, d'origen glacial, situat a 2.354 metres d'altitud.

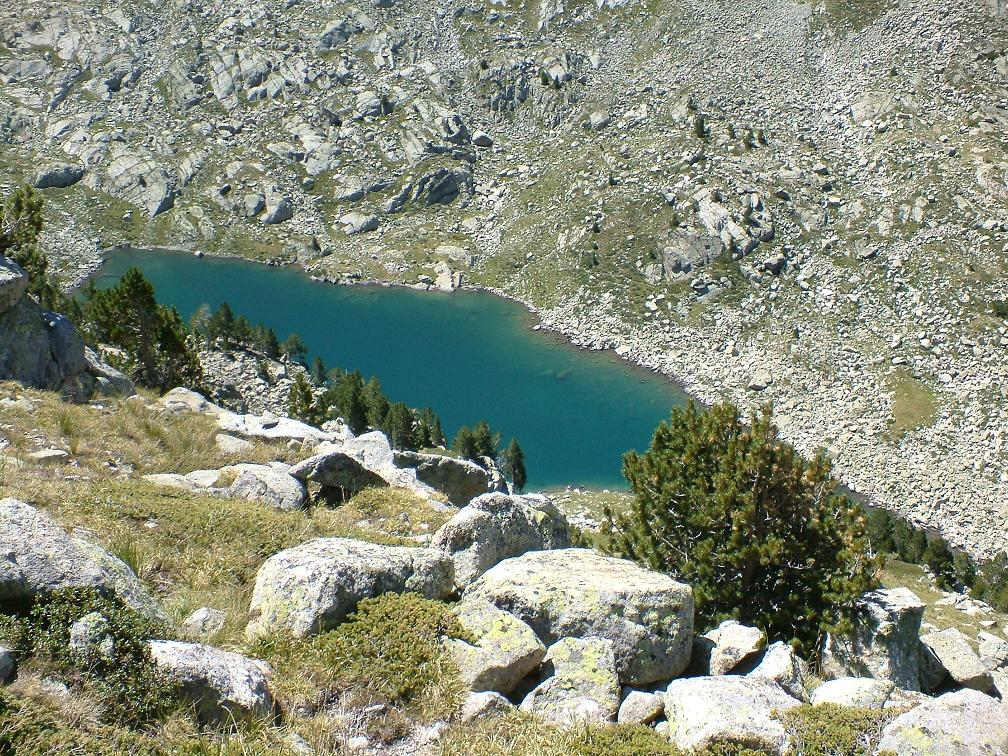
Estany de la Ribera, vist des del sud de l'Estany Xic

 És l'únic estany que es troba en la banda esquerra de la Vall de Morrano, que és la menys elevada. De forma allargada, segueix el mateix eix que el barranc que el travessa. Rep les aigües del barranc pel sud-est i drena al nord-oest. Cal remarcar al seu voltant: l'Estany Xic (NNO), l'Estany Major (ENE), la Collada de Morrano (SE) i el Pic de Morrano (S).

## Rutes[2]
Sortint del Planell d'Aigüestortes direcció sud-est, el camí travessa el Pletiu Davall de Morrano i remunta el fort pendent fins a trobar el Pletiu de Damont de Morrano. Després ressegueix el barranc que, direcció sud-est, travessa Aigües Tortes de Morrano i ens porta a l'estany.